# 默伦巴赫
默伦巴赫是德国黑森州的一个市镇。总面积27.22平方公里，总人口10123人，其中男性4986人，女性5137人（2011年12月31日），人口密度372人/平方公里。